# Tiarn Collins
Tiarn Collins (Brisbane, 9 novembre 1999) è uno snowboarder neozelandese.

## Biografia
Specializzato in big air e slopestyle, Tiarn Collins ha esordito a livello internazionale il 12 febbraio 2015 in una gara FIS di halfpipe a Mammoth Mountain, classificandosi 20⁰. Il 22 agosto dello stesso anno ha debuttato in Coppa del Mondo, arrivando 15⁰ nello slopestyle di Cardrona. Ai Campionati mondiali juniores di snowboard di Špindlerův Mlýn 2017 ha vinto la medaglia di bronzo nello slopestyle. Il 25 novembre dello stesso anno ha ottenuto il primo podio, chiudendo al secondo posto il big air di Pechino. Il 16 febbraio 2020 ha vinto la sua prima gara nel massimo circuito, imponendosi nello slopestyle di Calgary. 
In carriera ha preso parte a due edizioni dei Giochi olimpici invernali e a due dei Campionati mondiali di snowboard.

## Palmarès

### Mondiali juniores
- 1 medaglia:
  - 1 bronzo (slopestyle a Špindlerův Mlýn 2017)

### Coppa del Mondo
- Miglior piazzamento in classifica generale: 2° nel 2022
- Vincitore della Coppa del Mondo di slopestyle nel 2022
- Miglior piazzamento nella Coppa del Mondo di big air: 14° nel 2018
- 5 podi:
  - 2 vittorie
  - 1 secondo posto
  - 2 terzi posti

#### Coppa del Mondo - vittorie
| Data             | Località        | Paese     | Specialità |
| ---------------- | --------------- | --------- | ---------- |
| 16 febbraio 2020 | Pechino         | Cina      | SBS        |
| 18 marzo 2022    | Špindlerův Mlýn | Rep. Ceca | SBS        |

Legenda:

SBS = Slopestyle